# Élection à la direction du Parti travailliste du pays de Galles de 1998
L’élection à la direction du Parti travailliste du pays de Galles de 1998 est un scrutin interne de la branche galloise du Parti travailliste organisé le 19 septembre 1998 pour désigner le chef de file du mouvement en vue des élections de l’assemblée nationale pour le pays de Galles prévues pour 1999.
La désignation du chef de file est soumise à une procédure dans laquelle les trois collèges électoraux — celui des candidats et des élus du parti, celui des représentants des partis travaillistes de circonscription et celui des représentants des organisations affiliées — ont une voix pondérée à un tiers dans le résultat global du scrutin. Deux candidats s’opposent : le premier, Ron Davies, secrétaire d’État pour le Pays de Galles de Tony Blair depuis 1997, est membre du Parlement pour la circonscription de Caerphilly depuis 1983 ; le second, Rhodri Morgan, président du comité spécial de l’Administration publique (en) de la Chambre des communes depuis 1997, est lui membre du Parlement pour la circonscription de Cardiff West depuis 1987.
Alors qu’il est majoritaire dans tous les collèges électoraux, l’élection est remportée par Ron Davies à plus de 68 % des suffrages totalisés, mais, après son retrait de la position de chef de file le mois suivant, une autre élection interne est organisée en février 1999 dont Alun Michael sort vainqueur.

## Contexte

### Dévolution au Parti travailliste: premières applications et mise en sommeil (1947-1989)
Depuis la fin de la Seconde Guerre mondiale, le Parti travailliste s’organise à l’échelle du pays de Galles au travers d’une branche unitaire à l’impulsion de Cliff Prothero, qui parvient à réunir différentes structures locales dès 1947. Le mouvement est alors administré par un secrétaire général responsable devant les autorités du parti à Londres, en particulier le chef de la formation politique nationale. L’État britannique étant constitué sur le modèle unitaire, les instances du Parti travailliste restent toutefois relativement centralisées,.
Au milieu des années 1960, les élus du mouvement au pays de Galles se convertissent à l’idée de la dévolution du pouvoir même si une partie non négligeable des membres du Parlement étiquetés travaillistes se montre particulièrement hostile, notamment ceux désignés dans les franges industrialisées du sud-est. De plus, la réorganisation du gouvernement local en Angleterre et au pays de Galles de 1974 créée un nouvel échelon dans la structuration des autorités territoriales, ce qui réduit la justification de la dévolution au travers d’une assemblée galloise élue. Les éléments anti-dévolutionnistes du parti choisissent la stratégie d’exiger la tenue d’un référendum plutôt que de s’opposer ouvertement à la décentralisation.
L’échec du référendum sur la création de l’Assemblée galloise de 1979 marque un coup d’arrêt dans les projets de dévolution portés par certains membres du mouvement. Aussi, les années suivantes sont caractérisées à Westminster par le retour des conservateurs au pouvoir, hostiles à la dévolution du pouvoir. Connu pour ses positions anti-dévolutionnistes, le Gallois Neil Kinnock prend la tête du Parti travailliste à Londres à partir de 1983, ce qui conduit à la mise en sommeil au niveau interne des différents projets de dévolution formulés antérieurement. Néanmoins, au pays de Galles, les électeurs votent pour le parti travailliste mais, à Londres, ils ont comme premier ministre Margaret Thatcher, si bien que la dévolution revient rapidement à l’agenda politique du Parti travailliste,,.

### Nouvelles politiques dévolutionnelles travaillistes pour le pays de Galles (1989-1997)
À partir de 1989, le branche galloise du Parti travailliste se prononce en faveur d’« un corps élu pour le pays de Galles pour se charger des fonctions du Bureau gallois ». Le parti central, en 1990, commet un document de politique intitulé Looking to the Future où il souhaite que des assemblées en Angleterre et une assemblée à Cardiff puissent exercer « de nombreux pouvoirs concentrés actuellement à Whitehall [siège de nombreux départements du gouvernement] ». Son manifeste pour les élections de 1992 confirme la volonté des travaillistes de créer une assemblée galloise, mais, à leur sens, elle serait simplement dotée de pouvoirs exécutifs et non législatifs.
La Campagne pour une assemblée galloise (Campaign for a Welsh Assembly, abrégée en CWA), une organisation transpartisane à la recherche d’une dévolution accrue des pouvoirs de Westminster vers le pays de Galles, est relancée en 1987. Le Parti travailliste du pays de Galles refuse cependant toute participation si bien qu’il prend la décision de formuler ses propres idées à partir de 1992 au sein d’une commission de politique interne. Shaping the Vision et Preparing for a New Wales, les rapports finaux sont respectivement adoptés lors des conférences annuelles du parti de 1995 et de 1996, alors que la campagne se transforme en 1993 en une Parliament for Wales Campaign (PWC, littéralement, la « campagne du parlement pour le pays de Galles ») ; elle prône alors une dévolution plus poussée et approfondie pour le pays de Galles,.
Au sein du Parti travailliste, une première forme de décentralisation du mouvement vers les instances locales d’Écosse et du pays de Galles est déployée dans le cadre de la réforme du Partnership in Power de 1997. De plus, le manifeste du parti pour les élections générales de la Chambre des communes de 1997 promet aux électeurs un référendum pré-législatif sur la dévolution dans l’année s’ils parviennent à prendre la tête du gouvernement britannique. Or, les travaillistes obtiennent une majorité écrasante lors de ce scrutin avec 418 sièges remportés sur les 659 que compte de la législature, ce qui met la dévolution à l’ordre du jour,,.

### Mise en œuvre d’une dévolution exécutive des pouvoirs vers le pays de Galles (1997-1998)
Dès le mois de mai 1997, le nouveau premier ministre Tony Blair introduit aux Communes un projet de loi sur la tenue de référendums au pays de Galles et en Écosse en vue d’une dévolution des pouvoirs (en). Parallèlement, le secrétaire d’État pour le Pays de Galles Ron Davies fait publier en juin un livre blanc, A Voice for Wales, dans lequel les principales caractéristiques d’une « assemblée nationale pour le pays de Galles » (National Assembly for Wales en anglais et Cynulliad Genedlaethol Cymru en gallois) sont définies. Marqué par une forte abstention, le scrutin, qui se déroule en septembre 1997, est approuvé par une courte majorité d’électeurs gallois, malgré l’engagement des membres du Parti travailliste du pays de Galles dans la campagne du « oui », Yes for Wales,.
À partir de novembre, un projet de législation sur la dévolution du pouvoir vers le pays de Galles est engagé à la Chambre des communes par le secrétaire d’État Ron Davies. Il prend force de loi en juillet 1998 et devient le Government of Wales Act 1998. Le gouvernement travailliste choisit la voie d’une dévolution asymétrique : est offerte à l’Assemblée galloise une décentralisation exécutive minimaliste tandis que le Parlement écossais acquiert le pouvoir de légiférer dans les matières dévolues. À partir des élections prévues l’année suivante, l’assemblée nationale pour le pays de Galles doit être dirigée par un comité exécutif dont le premier secrétaire serait le chef.

## Organisation

### Modalités structurelles
Structurellement, la branche régionale du Parti travailliste au pays de Galles est l’autorité suprême dans le processus de sélection du chef de parti local. À ce titre, elle est également chargée de contrôler les procédés électoraux permettant de choisir la tête du parti mais cette prérogative reste toutefois sujette à l’approbation des instances centrales du Parti travailliste.
Aussi, l’emprise du Parti travailliste au pays de Galles est plus marquée qu’en Écosse dans le choix du candidat devant incarner la tête de la branche locale. Une « obsession de vouloir tout contrôler » conduit les instances du parti central a faire une intrusion dans le parti régional au sujet de la sélection du chef. Il est à l’époque envisagé par la direction du Parti travailliste que le meilleur chef du parti gallois serait le secrétaire d’État pour le Pays de Galles, c’est-à-dire Ron Davies, « poulain officiel » de Tony Blair. Une élection à la direction du Parti travailliste du pays de Galles n’est d’ailleurs pas prévue à l’origine,.
Comme pour le choix des têtes de liste aux élections du Parlement écossais et à celles de l’assemblée de Londres, la pression est d’autant plus forte dans cette sélection pour le Parti travailliste central que la personne qui doit conduire le Parti travailliste du pays de Galles devrait être le prochain premier secrétaire de l’assemblée nationale pour le pays de Galles compte tenu des performances électorales du parti. Cependant, face à la contestation du leadership du secrétaire d’État pour le Pays de Galles, le comité exécutif gallois décide le 4 août 1998 qu’une élection se tiendra pour départager les différents candidats à la fonction dans le cadre d’une conférence spéciale. Celle-ci est prévue le 19 septembre 1998, le même jour que la sélection du chef du parti travailliste écossais. Elle se tient à Newport, dans le sud du pays de Galles,,,.

### Procédure électorale
Au moment de la mise en place de la dévolution, aucun poste de chef de parti régional n’existe au Parti travailliste. Ses élections internes sont soumises à un procédé électoral singulier, en particulier dans la désignation du chef du parti central. Ainsi, en vertu de dispositions prises avant 1988, il était sélectionné dans le cadre d’un collège électoral tripartite où un tiers des voix provenait des représentants des organisations affiliées (principalement des syndicats), un autre des adhérents du parti et un autre tiers des représentants élus du parti travailliste,.
Les règles propres au Parti travailliste du pays de Galles établies en 1993 prévoient que le chef gallois soit également élu par un collège électoral dans lequel les suffrages des adhérents du mouvement ne pèseraient qu’à hauteur d’une part d’un tiers des voix dans la sélection selon le système du one member, one vote (« un membre, un vote », abrégé en OMOV), les deux autres étant réservés aux organisations affiliées et aux élus du parti, avec leurs propres règles non soumises à l’OMOV,.
De plus, la sélection des candidats pour les élections prévues pour 1999 n’étant pas aboutie au moment de la course à la direction du parti, le groupe des élus se compose non seulement des représentants à la Chambre des communes et des élus au Parlement européen en exercice, mais aussi d’un « panel approuvé » de candidats du Parti travailliste du pays de Galles pour les élections de l’Assemblée de 1999. De même, il est décidé que le groupe des organisations affiliées ne soit pas assujetti à l’OMOV. En effet, libres de faire voter ou non leurs membres, celles-ci ont une part prédéterminée dans les votes du collège basée sur les niveaux d’affiliation. Chacune à un droit de mettre ses propres bulletins en tant que blocs indifférenciés,.
Les règles sont approuvées par le comité exécutif gallois sur recommandation d’un groupe de travail le 4 août 1998. Ce système hybride permet d’abord d’éviter que l’élection d’un poste de direction ne soit approuvée par les seuls membres individuels, un mode de désignation inhabituel jusque là inutilisé, particulièrement risqué pour les instances centrales du Parti travailliste. En effet, considérant les orientations des partis en Écosse et au pays de Galles comme trop à gauche, la notion de collège électoral régional permet à la direction travailliste centrale d’une part de ne pas empêcher les adhérents du parti de prend part à l’élection et d’autre part de pas imposer directement un chef gallois depuis Londres tout en ménageant une éventuelle opposition des syndicats,.

### Candidatures à la direction
Deux candidatures à la direction du Parti travailliste du pays de Galles sont retenues, celle de Ron Davies et celle de Rhodri Morgan. Celle de Wayne David, membre du Parlement européen et chef du parti parlementaire travailliste européen (en), a été envisagée par les commentateurs politiques au cours de l’année 1998,.
| Candidat               | Candidat | Candidat | Fonctions | Autres qualités |
| ---------------------- | -------- | -------- | --- | --- |
| Ron Davies (52 ans)    |          |          | - Membre du Parlement (depuis 1983), élu dans la circonscription de Caerphilly - Secrétaire d’État pour le Pays de Galles (depuis 1997)                                                   | - Président du groupe gallois des membres du Parlement travaillistes (1990-1991) - Secrétaire d’État fantôme pour le Pays de Galles (1993-1997) |
| Rhodri Morgan (58 ans) |          |          | - Membre du Parlement (depuis 1987), élu dans la circonscription de Cardiff West - Président du comité spécial de l’Administration publique (en) de la Chambre des communes (depuis 1997) | - Porte-parole de l’opposition officielle aux Affaires galloises (1992-1997)                                                                    |

## Campagne
Rhodri Morgan fait part de sa candidature pour la direction du futur groupe travailliste de l’assemblée nationale pour le pays de Galles peu de temps après le référendum sur la dévolution du 18 septembre 1997. Il aurait d’ailleurs été encouragé à se présenter à l’époque par Ron Davies. Partisan invétéré de la dévolution, il a été écarté de l’équipe du Bureau gallois une fois les travaillistes arrivés au pouvoir en 1997 et avait « loyalement » accepté la présidence du comité spécial de l’Administration publique (en) des Communes. Sa campagne est marquée par son souhait que l’élection se produise selon le système du one member, one vote, dans lequel chaque membre du Parti travailliste du pays de Galles aurait le même droit de vote quelle que soit sa nature, ce qu’il ne parvient pas à obtenir,,,,.
Ron Davies annonce être candidat pour le poste de premier secrétaire de l’Assemblée le 30 mars 1998 au moment où il s’enregistre in extremis au Parti travailliste du pays de Galles pour postuler à un siège électoral en vue des élections de 1999. Opposant au référendum de 1979, dévolutionniste converti, il a une expérience en tant que conseiller de gouvernement local au pays de Galles. Secrétaire d’État pour le Pays de Galles du cabinet fantôme à partir de 1993, il était entré en 1997 dans le cabinet de Tony Blair en tant que Welsh Secretary en titre. C’est d’ailleurs en raison de sa position gouvernementale qu’il justifie la lenteur de son entrée dans la course : « J’ai fait ce que je considérais comme une sage appréciation politique de ne faire aucune annonce avant que la législation [sur la dévolution] ne soit passée aux Communes ; si j’avais fait une déclaration, il n’aurait pas été question du bien-fondé du projet de loi mais des intentions personnelles de Ron Davies »,.
Bien qu’ils soient tous deux considérés comme des élus travaillistes « traditionnels » rattachés à la soft left (en), gauche centriste du parti, et au mouvement socialiste démocratique tribunite (en), ils incarnent deux voies différentes au sein du Parti travailliste : l’une issue du New Labour portée par le ministre Ron Davies ; et l’autre, dite « Old Labour », incarnée par Rhodri Morgan. Ainsi, la confrontation se transforme rapidement en duel entre les blairistes et les personnalités ayant une vision plus « classique » du Parti travailliste. Dans une position de challenger au cours de la campagne, Rhodri Morgan n’hésite pas à s’opposer frontalement à Ron Davies malgré leur bonne amitié sur le plan privé,,.
Au début de son engagement, Ron Davies fait savoir qu’il conservera « pendant une période transitoire » sa fonction de secrétaire d’État pour le Pays de Galles s’il est choisi comme chef de file du parti gallois. Les équipes de Rhodri Morgan mettent en cause sa déclaration tardive dans la campagne électorale arguant que le ministre s’est lancé uniquement parce qu’il n’est pas parvenu à obtenir un autre poste dans le cabinet dans la perspective d’un remaniement ministériel, ce qui met en cause sa crédibilité. Cependant, Ron Davies fait valoir qu’il a non seulement le soutien de la majorité des membres du Parlement mais également la confiance de Tony Blair et du cabinet. De plus, de nombreux syndicats appuient la candidature du secrétaire d’État dans la course à la direction du parti,.
Ron Davies débute la campagne officielle en août 1998 lorsqu’il se déclare favorable à la tenue d’une conférence spéciale ayant pour but de faire taire les disputes internes afin de faire naître un chef de file incontesté au sein parti. Il refuse d’apparaître aux côtés de son adversaire pendant toute la durée de la course à la direction. Chacun des deux candidats dispose de son propre manifeste de campagne qui a été préalablement distribué à l’ensemble des partis travaillistes de circonscription (en) et des organisations. Celui du secrétaire d’État énumère une liste de réalisations personnelles pendant la première année de gouvernement travailliste et insiste sur la fait qu’il est parvenu à enfin créer une assemblée pour le pays de Galles,,,.

## Résultats
Les résultats sont proclamés le jour même de la conférence spéciale, c’est-à-dire le 19 septembre 1998. Ron Davies bat Rhodri Morgan dans tous les collèges électoraux alors qu’il était attendu que son rival soit en tête dans le vote des adhérents du Parti travailliste du pays de Galles. Rhodri Morgan reconnaît sa défaite et appelle à l’unité de l’ensemble du parti derrière le chef de file désigné pour les élections de 1999,.
| Candidat           | Candidat   | Collège électoral                 | Collège électoral                 | Collège électoral  | Collège électoral  | Collège électoral       | Collège électoral       | Total | Position | Position |
| Candidat           | Candidat   | Élus et candidats locaux du parti | Élus et candidats locaux du parti | Adhérents du parti | Adhérents du parti | Organisations affiliées | Organisations affiliées | Total | Position | Position |
| Candidat           | Candidat   | Voix                              | %                                 | Voix               | %                  | Voix                    | %                       | %     | Position | Position |
| ------------------ | ---------- | --------------------------------- | --------------------------------- | ------------------ | ------------------ | ----------------------- | ----------------------- | ----- | -------- | -------- |
|                    | Ron Davies |                                   | 60,8                              |                    | 52,2               |                         | 91,7                    | 68,2  | Élu      |          |
| Rhodri Morgan      |            | 39,2                              |                                   | 47,8               |                    | 8,3                     | 31,8                    | Battu |          |          |
|                    |            |                                   |                                   |                    |                    |                         |                         |       |          |          |
| Suffrages exprimés |            |                                   |                                   |                    |                    |                         |                         |       |          |          |
| Blancs             |            |                                   |                                   |                    |                    |                         |                         |       |          |          |
|                    |            |                                   |                                   |                    |                    |                         |                         |       |          |          |
| Votants            |            |                                   |                                   |                    |                    |                         |                         |       |          |          |
| Abstentions        |            |                                   |                                   |                    |                    |                         |                         |       |          |          |
| Inscrits           |            |                                   |                                   |                    |                    |                         |                         |       |          |          |

### Note
1. ↑  Les résultats proviennent de recherches de Tom Quinn, Senior Lecturer au département du gouvernement de l’université d’Essex, publiées sur un site personnel. Il cite une publication de la Press Association du 19 septembre 1998 comme référence[ε].

### Sources
1. ↑  Gay 1997, p. 8.
2. ↑  Gay 1997, p. 18.
3. 1 2  Gay 1997, p. 20.
4. ↑  Gay 1997, p. 25.
5. ↑  Tom Quinn, Welsh Party Leadership elections : 1998-2012 (lire en ligne).